# Barcelonské hrabství
Barcelonské hrabství (latinsky Comitatus Barcinonensis, katalánsky Comtat de Barcelona) byl v 9. až 12. století stát na Pyrenejském poloostrově. Vznikl v důsledku rozpadu Španělské marky založené Karlem Velikým. V 10. století dosáhla barcelonská hrabata nezávislosti na franské nadvládě.

## Historie

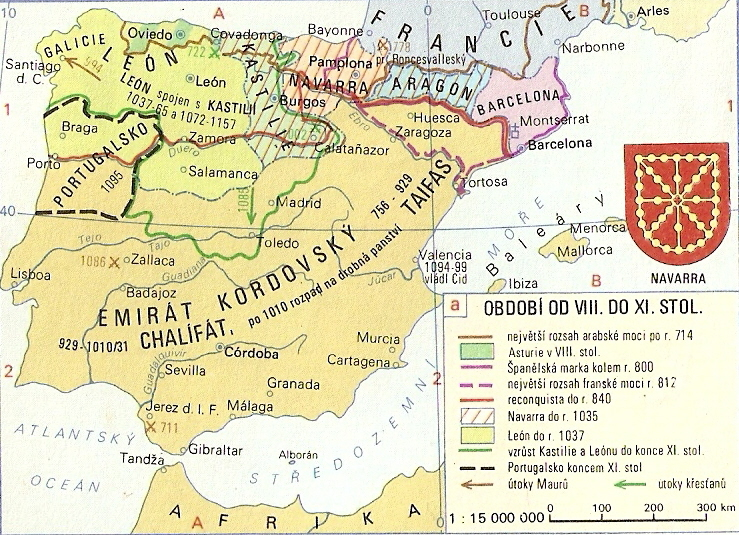
Pyrenejský poloostrov od 8. do 11. století

Barcelona, od níž je odvozen název, byla od roku 803 jejím centrem. Hrabství tu bylo údajně založeno již roku 877 nebo 878, ale část území znovu ovládl Córdobský chalífát. Samostatnost získalo Barcelonské hrabství okolo roku 950. Následovaly výboje na jih, usnadněné rozpadem chalifátu.
Zároveň na počátku 12. století byly k hrabství připojeny i malé okolní státečky: hrabství Besalú (1111)a Cerdanya (1118). Od roku 1137 (resp. trvale od 1162) bylo Barcelonské hrabství spojeno personální unií s Aragonským královstvím, v jehož rámci se stalo základem nově vytvořeného knížectví Katalánie, s nímž pak sdílelo další osudy.